# Bérenger
Bérenger je poluautobiografski lik kojeg je stvorio Eugène Ionesco u nekoliko svojih drama. On izražava Ionescovo čudenje i strepnju za otuđenost stvarnosti. On je komično naivan, čime zadobiva simpatiju publike. U Neplaćenom ubojici on susreće se sa smrću u obliku serijskog ubojice. U Nosorogu on promatra svoje prijatelje kako se jedan po jedan pretvaraju u nosoroga dok on sam ostaje nepromijenjen protiv tog vala konformizma. Baš u ovoj drami, Ionesco silno izražava njegov strah prema ideološkom konformizmu, inspiriranoj usponom Željezne garde u Rumunskoj za vrijeme 1930-ih. Kralj umire iz 1962. predstvlja ga kao kralja Bérengera I., lika prosječnog čovjeka koji se pokušava pomiriti s vlastitom smrću. Zadnja drama u kojoj se pojavljuje je Zračni pješak iz 1963.